# Тетис (озеро, Австралия)
Те́тис (англ. Lake Thetis) — мелкое солёное бессточное озеро, расположенное в регионе Средний Запад (штат Западная Австралия, Австралия).

## Описание
Озеро Тетис имеет условную форму прямоугольного треугольника с катетами по 420 и 290 метров и с длиной гипотенузы в 440 метров; его площадь составляет около 0,066 км², длина береговой линии около 1,15 км, средняя глубина 2 метра. Оно образовалось примерно 4800 лет назад, когда уровень океана заметно понизился. Питание озера — подземное.

Озеро расположено примерно в 600 метрах по прямой от восточных границ городка Сервантес.

Озеро примечательно тем, что по его берегам находятся множество живых морских строматолитов, причём располагаются они необычным столбчатым разветвлением. Их колонны узкие, расположены близко друг к другу и почти параллельны, что встречается крайне редко. Предпринимаются меры по сохранению этого уникального сообщества. Для флоры озера характерна так называемая водорослевая подложка. В связи с высокой солёностью озеро бедно жизнью: кроме многочисленных микроорганизмов и нескольких видов водорослей, обнаружены лишь несколько видов малых рыб и ракообразных, в том числе бокоплавов.
К западной части озера проложена автомобильная дорога, со всех сторон оно окружено пешеходной тропой длиной 1,5 км.